# Laureana Cilento
Laureana Cilento – miejscowość i gmina we Włoszech, w regionie Kampania, w prowincji Salerno.
Według danych na rok 2004 gminę zamieszkiwało 1078 osób, 82,9 os./km².